# 대경교통카드
대경교통카드는 2000년 말에 도입된 선불식 교통카드다.
대구광역시, 경상북도 경산시, 영천시, 고령군, 성주군, 청도군의 버스, 대구 도시철도에서 운임을 지불하거나 유료도로 통행료를 지불할 때 사용한다. 발매 초기에는 한국주택은행(현 KB국민은행)에서 판매 및 교통카드 정산을 대행하였으나, 2005년 7월 1일부터 판매 및 정산·충전 대행 업무가 대구은행으로 이관되었다. 대경교통카드 발행사인 카드넷이 DGB금융그룹의 계열사로 편입되었으며, 탑패스를 운영하는 유페이먼트와 합병을 추진하여, 이에 반발을 불러일으켰다. 하지만 2013년 1월 11일 대구광역시에서 최종 합병이 승인되었다. 사명은 유페이먼트이고 최대 주주는 DGB금융그룹이 되며 2014년 1월부터 시중 판매가 단종되었다.
시중 판매가 중지된 후 현재는 iM뱅크의 비씨 체크카드 일부 상품에 장착되어 나오는 형태로만 나오고 있다.
2024년 12월 14일에 개통하는 대경선에서는 탑패스와 더불어 대경교통카드를 사용할 수 없다. 이에 대경교통카드 운영사인 iM유페이는 2024년 10월 29일부터 2024년 12월 31일까지 대구경북 소재 iM뱅크 지점에서 대경교통카드를 반납하는 조건으로 원패스 공카드를 1,500원에 보상 판매하는 행사를 열기로 했다. 탑패스와 원패스 자체가 잔액 이전을 지원하지 않아 대경교통카드에서 원패스로는 잔액 이전이 안돼기 때문에, 대경교통카드의 잔액은 환불해 주기로 했다.

## 서비스 이용 가능지역
- 대구지역 - 대구
- 경북지역 - 경산, 고령, 성주, 칠곡, 청도, 영천, 구미, 김천[7]

## 이용
- 종류: 카드형, 액세서리형이 판매된다.
- 할인 카드: '어린이·청소년용 카드'가 있다. 한때 대학생들에 한하여 도시철도 요금을 할인해 주고 일반버스 환승시 일반요금과의 차액만 추가로 징수했던 대학생용도 있었으나, 2006년 10월 28일 요금인상 및 요금제 개편 때 일반요금과 통합하여 폐지하였다. 여느 교통카드가 그러하듯, 할인을 받을 수 있는 나이의 생일이 지나면 자동으로 카드의 운임이 전환되나, 타입 자체는 완전히 바뀌는 것이 아니어서 완전히 권종을 바꾸려면 대구은행 지점이나 도시철도역에서 한 번 더 손을 보아야 한다. 2호선 개통 후 도시철도역 내 교통카드 충전기가 RF 방식으로 개조되기 전에 설치되어 있었던 일반카드전용 삽입식 교통카드 충전기에서는 유효기간이 경과해도 타입을 바꾸지 않으면 교통카드를 내뱉었기 때문에 청소년이 지나도 타입 전환이 필요했다. 구입 후 웹사이트에서 등록하여야 할인이 적용되는 탑패스와 달리[8] 별도의 등록이 없이 구입시 신분증을 확인하여 카드에 해당 나이의 생일로 유효기간을 입력하여 어린이·청소년용으로 설정하기 때문에 별도의 웹사이트 등록 없이 바로 할인이 적용된다. 이 때문에 일반 시내 가두판매대에서는 일반용 카드만 판매하고 있으며, 청소년·어린이용 카드는 대구은행 지점에서만 구입할 수 있다. 또한 권종 구분을 철저히 따지는 기존 티머니나 캐시비에 비해, 일반용 카드 또한 대구은행 지점에서 카드 권종을 변경할 수 있기 때문에 단일권종과 비슷하게 양자 전환으로 이용할 수 있다.[9] 이는 중고 카드에도 가능한 사항이다. 이외에도 도시철도에서 이용이 가능한 '경로 우대용 무임 교통 카드'가 있다.
- 발급: 대구 도시철도 역무실, 시내 가두 판매대, 대구은행, 카드넷 웹사이트에서 카드형 교통카드를 2,000원에, 미니카드형 교통카드를 3,500원에, 스티커형 교통카드를 5,000원에 판매한다. 휴대폰 액세서리형은 4,000~7,000원에 판매하고 있다.
- 충전: 대구 도시철도 역사 내 무인 보충기, 시내 가두 판매대, 대구은행, 대구은행 자동화기기, 일부 편의점 등에서 충전할 수 있다. 최대 충전 금액은 20만 원이었으나, 기존 비표준 카드의 보안 문제로 2012년 11월 이후부터는 최대 충전금액이 기존의 절반인 10만 원으로 줄어들었다.
- 사용 지역: 대구광역시 버스·도시철도·유료 도로(범안로)·공영 주차장·브랜드 택시(한마음 콜택시, 운불련 콜택시등), 경산시의 버스, 영천시의 버스, 칠곡군, 고령군, 성주군, 청도군의 농어촌버스, 교통카드 리더가 설치된 공중전화에서 사용할 수 있다. 대경선에서는 사용할 수 없다.
- 환승 혜택: 대구시 소속 버스와 경산시 소속 버스, 그리고 대구 도시철도 간 환승시 무료 혹은 할인 혜택을 받을 수 있다. 영천시 소속 버스는 2019년 8월에 영천 버스의 요금이 대구/경산 요금 체계에 편입되기 전까지는 같은 영천시 소속 버스 탑승시 1회 무료환승할 수 있었다. 칠곡군, 고령군, 성주군, 청도군에서는 2024년 12월 14일에 시행되는 대구권 광역환승제의 시행 이전까지 환승 제도가 없었다.
- 환승
  - 대구 · 경산
    - 버스↔버스 : 최초 버스 하차 후 30분 이내에 무료. 일반→급행으로 환승하는 경우 차액 지불. 단, 하차 전 하차 단말기에 인식된 경우에만 가능하다.
    - 버스→도시철도 : 최초 버스 하차 후 30분 이내에 무료. 단, 버스에서 하차 전 하차 단말기에 인식된 경우에만 가능하다.
    - 도시철도→버스 : 최초 도시철도 하차 후 30분 이내에 무료, 급행 버스로 환승하는 경우 차액 지불

  - 영천
    - 버스↔버스 : 최초 버스 하차 후 30분 이내에 다른 노선 탑승시 1회 무료 환승

- 환불
  - 정상카드 : iM뱅크에서 환불 신청시, 카드 잔액과 빈 카드를 반환받을 수 있다.
  - 파손카드 : iM뱅크에서 새로운 카드에 잔액을 이전하거나 카드 잔액을 반환한다.
- 잔액 이전은 대경교통카드 간에만 가능하다. 잔액 이전 수수료는 없으나 대경교통카드에서 탑패스 및 원패스로 잔액을 이전할 수 없고, 반대로 탑패스 및 원패스에서 대경교통카드로 잔액을 이전할 수 없다. 이유는 탑패스와 원패스 카드 자체가 잔액 이전을 지원하지 않기 때문이다.
- 환불 수수료는 200원이다.
- 사용 내역 조회 : 대경교통카드 홈페이지(현재는 원패스 홈페이지로 통합)에서 회원 가입 후 사용 내역을 확인할 수 있다.
- 카드 번호는 카드 앞면에 10자리의 숫자로 새겨져 있다.
- iM뱅크에서 발급하는 체크카드형 학생증에도 대경교통카드 기능이 탑재되어 있다.

## 같이 보기
- iM금융그룹
- iM뱅크
- 원패스